# Benjamin Peifer
Benjamin Peifer (* 11. Dezember 1986 in Speyer) ist ein deutscher Koch.

## Werdegang
Einer Lehre als Bäcker schloss Peifer ab 2005 eine Kochausbildung im Zum Schwanen in Haßloch und ab 2006 im Ketschauer Hof in Deidesheim an. Dann kochte er im Hofgut Ruppertsberg und im Gästehaus Klaus Erfort in Saarbrücken bei Klaus Erfort (drei Michelinsterne).
2009 wurde er Küchenchef der Prälatenstube in Kasel bei Trier, ab 2012 Urgestein im Steinhäuser Hof in Neustadt an der Weinstraße, das ab 2014 mit einem Michelinstern ausgezeichnet wurde.
2017 öffnete er sein Restaurant Intense in Kallstadt, das 2018 mit einem Michelinstern ausgezeichnet wurde. Er wurde zusätzlich Patron des The Izakaya im nahen Wachenheim. Bald darauf zog das Intense nach Wachenheim um. Seine Frau ist Maître und Sommelier im Restaurant. 2025 bekam sein Restaurant den zweiten Michelinstern.
Seine Küche beschreibt er als "zeitgemäß interpretierte klassische Küche mit fernöstlichem Einschlag".

## Auszeichnungen
- 2014: Ein Michelinstern für das Restaurant Urgestein in Neustadt an der Weinstraße[2]
- 2018: Ein Michelinstern für das Restaurant Intense in Kallstadt[3]
- 2025: Koch des Jahres im Gault Millau[5][6]
- 2018: Zwei Michelinsterne für das Restaurant Intense in Kallstadt[4]